# Chrystian Barletta
Chrystian Amaral Barletta de Almeida (Limeira, 5 de julho de 2001) é um futebolista brasileiro que atua como ponta direita. Atualmente joga no Sport.

## Carreira

### Joinville
Natural de Limeira, Interior de São Paulo, iniciou sua carreira no Sub-15 do Renovicente. Em pouco tempo, se destacou e foi parar na base do Joinville, onde se profissionalizou. Fez a sua estreia no profissional do clube em 9 de outubro de 2019, entrando como reserva no segundo tempo e marcando o segundo gol de seu time na derrota por 4–2 fora de casa contra o Avaí, pela Copa Santa Catarina.
Em novembro de 2019, passou por um período de testes no Sporting, mas em 2020 voltou para Joinville e jogou com o time Sub-20 na Copa São Paulo de Futebol Júnior. Promovido definitivamente à equipe principal no dia 20 de janeiro, atuou em algumas partidas durante a temporada e teve seu contrato renovado por dois anos no dia 31 de dezembro.

### Bahia
Em 2021 foi emprestado para o Bahia, onde participou da equipe de transição que disputou e ficou na quarta colocação no Campeonato Baiano. Além disso, vindo do banco de reservas, atuou na vitória por 3–2 contra o Salgueiro, pela Copa do Nordeste. Na ocasião, os jogadores do time principal descansavam da estafante temporada do Brasileirão de 2020. Naquele ano, o Tricolor de Aço foi campeão da Copa do Nordeste de 2021.

### Retorno ao Joinville
Depois de sua passagem pelo Bahia, retornou do empréstimo no dia 1 de junho de 2021, para a disputa da Série D. Tornou-se então titular absoluto do time, que foi eliminado nas oitavas de final da Série D, e por pouco evitou o rebaixamento no Campeonato Catarinense de 2022.

### São Bernardo e Chapecoense
Em 15 de março de 2022, concordou em ir para a Chapecoense para a disputa da Série B. Anunciado no dia 6 de abril, o negócio foi posteriormente revelado como um empréstimo do São Bernardo, já que seus direitos econômicos e federativos foram adquiridos pela Elenko Sports, com o atacante sendo posteriormente cedido ao São Bernardo. Barletta foi titular absoluto da Chape durante a Série B, e ajudou na luta contra o rebaixamento. No dia 12 de dezembro, foi anunciado pelo São Bernardo para a disputa do Campeonato Paulista. Em 14 de março de 2023, o clube do ABC paulista se despediu do atleta após a conclusão de sua venda. No mesmo dia, o jogador se despediu do clube. Em 26 de março, mesmo após ter saído clube, foi campeão da Taça Independência. Por ainda estar inscrito no Campeonato Paulista pelo Bernô, mesmo após a eliminação, o jogador foi considerado campeão.

### Corinthians
Assinou um contrato de três anos com o Corinthians no dia 21 de março de 2023, que adquiriu 50% de seus direitos econômicos por 6 milhões de reais. No dia 23 de março, foi apresentado oficialmente pelo Timão. Em 3 de abril, foi revelado que o jogador usaria a camisa de número 77, que remete ao ano no qual o Alvinegro acabou com um jejum de 23 temporadas sem troféus após conquistar o título do Campeonato Paulista de 1977. Estreou pelo time no dia 12 de abril, numa derrota por 2–0 contra o Remo, válida pela Copa do Brasil.

### Ceará
Em 31 de julho de 2023, foi anunciado pelo Ceará com contrato até 2028. O clube cearense adquiriu 50% dos direitos econômicos por 6 milhões de reais.

### Sport
Após rescindir seu contrato com o Ceará de forma litigiosa, foi anunciado pelo Sport no dia 21 de fevereiro de 2024, assinando contrato até 2028. O clube pernambucano adquiriu 50% dos seus direitos econômicos por 6 milhões de reais. Chrystian Barletta marcou seu primeiro gol pelo Leão no dia 28 de fevereiro, numa goleada por 4–0 contra o Trem, válida pela primeira fase da Copa do Brasil. Um dos principais destaques do time na temporada que culminou com o acesso, o jogador viveu o melhor ano da sua carreira: Barletta terminou 2024 com 14 gols, sendo nove na Série B.
Conquistou seu primeiro título pelo Sport em abril de 2025, sendo titular contra o Retrô nos dois jogos da final do Campeonato Pernambucano.

## Estatísticas

### Clubes
Abaixo estão listados todos os jogos, gols e assistências do futebolista por clubes
| Clube             | Temporada         | Campeonato nacional | Campeonato nacional | Campeonato nacional | Copa nacional[a] | Copa nacional[a] | Copa nacional[a] | Competições continentais[b] | Competições continentais[b] | Competições continentais[b] | Outros torneios[c] | Outros torneios[c] | Outros torneios[c] | Total | Total | Total   |
| Clube             | Temporada         | Jogos               | Gols                | Assist.             | Jogos            | Gols             | Assist.          | Jogos                       | Gols                        | Assist.                     | Jogos              | Gols               | Assist.            | Jogos | Gols  | Assist. |
| ----------------- | ----------------- | ------------------- | ------------------- | ------------------- | ---------------- | ---------------- | ---------------- | --------------------------- | --------------------------- | --------------------------- | ------------------ | ------------------ | ------------------ | ----- | ----- | ------- |
| Joinville         | 2019              | —                   | —                   | —                   | —                | —                | —                | —                           | —                           | —                           | 6                  | 2                  | 0                  | 6     | 2     | 0       |
| Joinville         | 2020              | 7                   | 1                   | 1                   | —                | —                | —                | —                           | —                           | —                           | —                  | —                  | —                  | 7     | 1     | 1       |
| Joinville         | 2021              | 16                  | 1                   | 6                   | —                | —                | —                | —                           | —                           | —                           | 2                  | 0                  | 0                  | 18    | 1     | 6       |
| Joinville         | 2022              | —                   | —                   | —                   | —                | —                | —                | —                           | —                           | —                           | 11                 | 2                  | 0                  | 11    | 2     | 0       |
| Joinville         | Total             | 23                  | 2                   | 7                   | —                | —                | —                | —                           | —                           | —                           | 19                 | 4                  | 0                  | 42    | 6     | 7       |
| Bahia             | 2021              | —                   | —                   | —                   | —                | —                | —                | —                           | —                           | —                           | 11                 | 0                  | 0                  | 11    | 0     | 0       |
| Bahia             | Total             | —                   | —                   | —                   | —                | —                | —                | —                           | —                           | —                           | 11                 | 0                  | 0                  | 11    | 0     | 0       |
| Chapecoense       | 2022              | 30                  | 4                   | 1                   | —                | —                | —                | —                           | —                           | —                           | —                  | —                  | —                  | 30    | 4     | 1       |
| Chapecoense       | Total             | 30                  | 4                   | 1                   | —                | —                | —                | —                           | —                           | —                           | —                  | —                  | —                  | 30    | 4     | 1       |
| São Bernardo      | 2023              | —                   | —                   | —                   | —                | —                | —                | —                           | —                           | —                           | 13                 | 4                  | 1                  | 13    | 4     | 1       |
| São Bernardo      | Total             | —                   | —                   | —                   | —                | —                | —                | —                           | —                           | —                           | 13                 | 4                  | 1                  | 13    | 4     | 1       |
| Corinthians       | 2023              | 3                   | 0                   | 0                   | 2                | 0                | 0                | 0                           | 0                           | 0                           | —                  | —                  | —                  | 5     | 0     | 0       |
| Corinthians       | Total             | 3                   | 0                   | 0                   | 2                | 0                | 0                | 0                           | 0                           | 0                           | —                  | —                  | —                  | 5     | 0     | 0       |
| Ceará             | 2023              | 11                  | 3                   | 0                   | —                | —                | —                | —                           | —                           | —                           | —                  | —                  | —                  | 11    | 3     | 0       |
| Ceará             | Total             | 11                  | 3                   | 0                   | —                | —                | —                | —                           | —                           | —                           | —                  | —                  | —                  | 11    | 3     | 0       |
| Sport             | 2024              | 0                   | 0                   | 0                   | 1                | 1                | 1                | —                           | —                           | —                           | 1                  | 2                  | 0                  | 2     | 3     | 1       |
| Sport             | Total             | 0                   | 0                   | 0                   | 1                | 1                | 1                | —                           | —                           | —                           | 1                  | 2                  | 0                  | 2     | 3     | 1       |
| Total na carreira | Total na carreira | 67                  | 9                   | 8                   | 3                | 1                | 1                | 0                           | 0                           | 0                           | 47                 | 12                 | 1                  | 111   | 18    | 10      |

- a. ^ Jogos da Copa do Brasil
- b. ^ Jogos da Copa Libertadores
- c. ^ Jogos da Copa Santa Catarina, Campeonato Baiano, Copa do Nordeste e Campeonato Paulista

## Títulos
Bahia
- Copa do Nordeste: 2021[30]

São Bernardo
- Taça Independência: 2023[carece de fontes?]

Sport
- Campeonato Pernambucano: 2024[30] e 2025

### Prêmios individuais
- Craque do Joinville EC: 2022[carece de fontes?]
- Seleção do Joinville EC: 2022
- Revelação do Campeonato Paulista: 2023[carece de fontes?]